# Tom Fox
Thomas Fox (3 de outubro de 1876 - 20 de abril de 1951) foi um político australiano, membro da Assembleia Legislativa da Austrália Ocidental entre 1935 e 1951. Antes, em 1902, Fox jogou com o clube de futebol australiano Carlton na Victorian Football League (VFL).

## Biografia
Fox nasceu em Scarsdale, Victoria, em 3 de outubro de 1876.
Em 1903, ele havia se mudado para Davyhust nas minas de ouro da Austrália Ocidental com um amigo Frank Bourke, onde ambos trabalhavam nas minas e jogavam futebol no Mines Rovers Football Club. Mais tarde, ele se mudou para Boulder, onde se interessou pelo movimento sindical e pelo bem-estar dos trabalhadores. Após o nascimento de seu filho mais novo, ele se mudou para Fremantle e estava trabalhando como estivador.
Ele se tornou Secretário e Presidente do Sindicato dos Trabalhadores das Águas antes de sua eleição como candidato do Partido Trabalhista à Assembleia Legislativa da Austrália Ocidental, representando Fremantle do Sul em 1935. Fox manteve esse cargo até sua morte em 1951.
Fox deixou sua esposa Marion Fox, um filho John, as filhas Marion Dwyer e Margaret Jennings.